# Tanysiptera sylvia
Tanysiptera sylvia là một loài chim trong họ Alcedinidae.
Đây là loài bản địa Úc và New Guinea. Loài chim này di cư vào tháng 11 từ New Guinea đến nơi sinh sản của chúng trong rừng nhiệt đới Bắc Queensland, Australia. Giống như tất cả các loài chim bói cá Tanysiptera, loài chim này có bộ lông sặc sỡ với mỏ màu đỏ, bộ ngực săn chắc và bộ lông đuôi dài đặc biệt.

## Sinh học

### Xây tổ
Ở Úc, tổ loài chim này được làm trong các ụ mối của Microcerotermes serratus trên mặt đất. Tổ cũng đã được ghi nhận trong các gò đất gắn liền với cây sống với các gốc 1,5-3 m trên mặt đất. Loài chim này sử dụng tổ mối trên mặt đất cũng như tổ mối trên cây. Mùa sinh sản ở Úc bắt đầu ngay sau khi đến vào giữa tháng 10 đến đầu tháng 11.
Gò thường cao 40–70 cm (16–28 in) và rộng 40–50 cm (16–20 in).

### Chế độ ăn
Loài chim bói cá này săn mồi trên mặt đất và từ tán lá ở giữa đến tầng thấp hơn của tán rừng. Chúng ăn bọ que, giun đất, bọ cánh cứng, ấu trùng côn trùng, nhện, da và ếch nhỏ, ốc sên và đã được ghi nhận bắt một con rùa nhỏ. Chim non được cả chimm bố và chim mẹ nuôi dưỡng.